# Erebia ottomana
Erebia ottomana är en fjärilsart som beskrevs av Herrich-Schäffer 1847. Erebia ottomana ingår i släktet Erebia och familjen praktfjärilar. Inga underarter finns listade i Catalogue of Life.